# 汉斯·哈廷格
汉斯·哈廷格（德語：Hans Hartinger，？—？），奥地利前男子乒乓球运动员。他曾获得1936年世界乒乓球锦标赛男子团体冠军和1937年世界乒乓球锦标赛男子单打季军。